# Ignacio María de Orbegozo y Goicoechea
Ignacio María de Orbegozo y Goicoechea (ur. 25 marca 1923 w Bilbao, zm. 4 maja 1998) – peruwiański duchowny katolicki, pierwszy prałat Prałatury terytorialnej Yauyos, biskup Chiclayo.

## Życiorys
Ukończył studia medyczne (chirurgia) i uzyskał doktorat z medycyny. Przez wiele lat praktykował jako chirurg. W 1942 poznał św. Josemaríę Escrivá i poprosił o przyjęcie do Opus Dei. 
W roku 1951 otrzymał święcenia prezbiteratu. W roku 1956 uzyskał doktorat z teologii na Uniwersytecie Laterańskim. W roku 1957 Stolica Apostolska powierzyła mu prałaturę terytorialną Yauyos, a 29 października 1963 mianowała go biskupem tytularnym Ariassus. Sakrę biskupią otrzymał 25 stycznia 1964. W roku 1968 został biskupem Chiclayo. Funkcję tę pełnił do śmierci 4 maja 1998.